# Kruisborrekapel

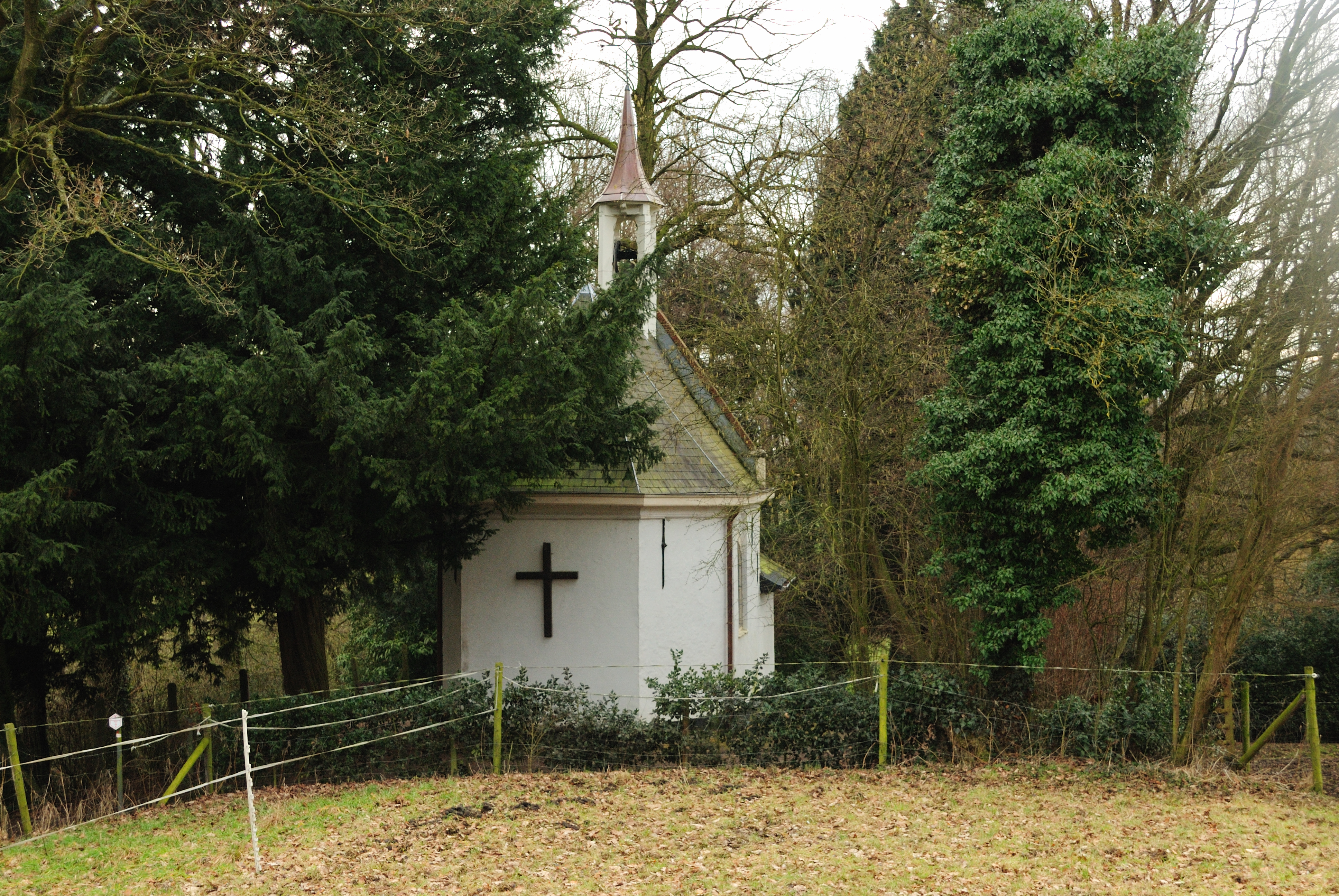
Kruisborrekapel

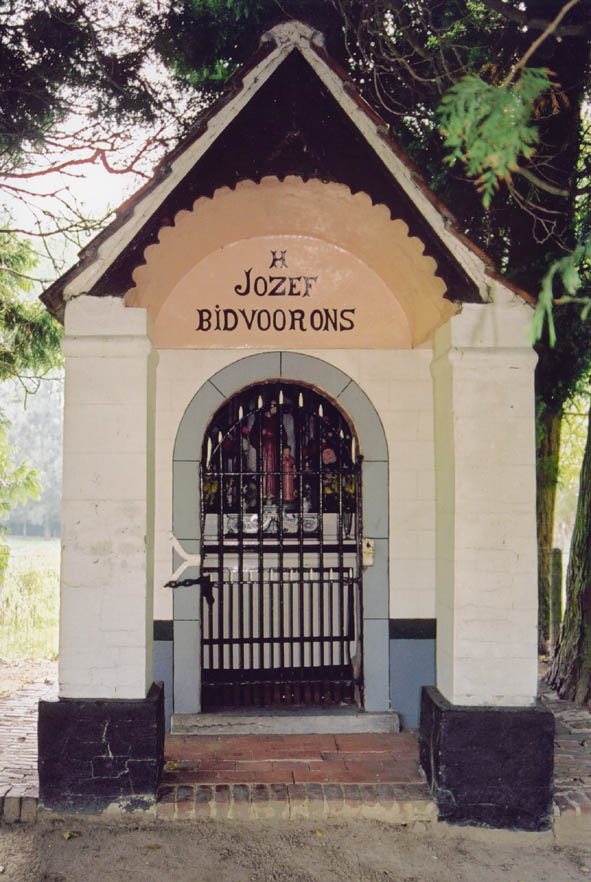
Sint-Jozefkapel

De Kruisborrekapel is een kapel nabij de Vlaams-Brabantse plaats Asse, gelegen aan Kruisborreweg 1.

## Geschiedenis
Deze kapel werd gebouwd in 1622 en voordien was er mogelijk al een lemen kapel waarvan in 1477 melding zou zijn gemaakt. Het betreft een bedevaartkapel die begin- en eindpunt is van de Kruisborreweg. De kapel ligt op een helling en in de nabijheid ligt een bron: de Kruisbron. De bedevaartgangers vereren het Heilig Kruis.

## Gebouw
Het betreft een kapelletje op rechthoekige plattegrond met driezijdig afgesloten koor. De kapel is witbepleisterd op de top van de voorgevel na die baksteen en zandsteen toont. Tegen deze voorgevel is later een lager portaalgebouw gebouwd. Boven de voorgevel bevindt zich een klokkenruitertje.
In de kapel bevindt zich een barokaltaar, geflankeerd door beelden van Johannes de Doper en Maria. Het altaarstuk dat de Kruisdood verbeeldt is weggehaald.

## Ommegang
Langs de Kruisborreweg zijn, vooral in de 19e en 20e eeuw, een aantal kapelletjes gebouwd zodat een ommegang plaats kan vinden:
- De Onze-Lieve-Vrouw van Lourdeskapel van 1930,
- De Onze-Lieve-Vrouw van Neerwaverkapel van 1696, later 19e-eeuwse kapel op een heuveltop en in 1945 verplaatst en herbouwd,
- De Onze-Lieve-Vrouw van Smartenkapel van 1883,
- Het Kruis van Sjat, een wegkruis van omstreeks 1943,
- De Sint-Antoniuskapel van 1930,
- De Sint-Jozefkapel van omstreeks 1885.